# Hylorina sylvatica
A Hylorina sylvatica a kétéltűek (Amphibia) osztályába, a békák (Anura) rendjébe és a Batrachylidae családba tartozó Hylorina nem monotipikus faja.

## Elterjedése

Elterjedési területe

A faj Patagónia endemikus faja, megtalálható Chilében és Argentínában is. Természetes élőhelye a déli Nothofagus erdők, valamint az Andok lejtői.

## Megjelenése
A Hylorina sylvatica a kis- és közepes méretű békák közé tartozik, a kifejlett hímek mérete 53–56 mm, a nőstényeké 60–66 mm. Nappal smaragdszínűek, színük éjszakára besötétedik. A felnőtt példányok állandó és időszakos tavakban, mocsarakban és lápokban élnek. Az ebihalak tavakban és pocsolyákban találhatók meg.

## Természetvédelmi helyzete
Bár a Hylorina sylvatica nem gyakori faj, továbbá élőhelyének elvesztése fenyegeti, széles elterjedési területe, populációjának feltételezett magas száma miatt a Természetvédelmi Világszövetség (IUCN) a nem fenyegetett fajok közt tartja nyilván.